# C/2011 L2 (Макнота)
C/2011 L2 (Макнота) — одна з гіперболічних комет. Комету відкрив 2 червня 2011 року Роберт Макнот, коли вона мала зоряну величину 18,1m.